# Entomofobie
Entomofobie je specifická fobie charakterizována nadměrným nebo nereálným strachem z jednoho nebo více druhů hmyzu a je klasifikována jako fobie podle DSM-5. Více specifické fóbie jsou apifobie (strach z včel) a myrmecofobie (strach z mravenců). Jedna kniha tvrdí, že 6 % všech obyvatel USA touto fobií trpí.
Entomofobie se může vyvinout poté, co osoba měla traumatický zážitek s hmyzem. To se může vyvinout dříve nebo i později v životě a je to vcelku běžná mezi zvířecími fobiemi. Obvykle člověk trpí strachem z jednoho konkrétního druhu hmyzu a pak se tomuto druhu hmyzu vyhýbá. Kognitivní behaviorální terapie je považována za účinnou léčbu.